# Európai Filmakadémia közönségdíja – legjobb színész
Az Európai Filmakadémia legjobb színésznek járó közönségdíja (angolul: People’s Choice Awards – Best Actor) az 1988-ban alapított Európai Filmdíjak egyike, amelyet a nézők szavazata alapján az Európai Filmakadémia (EFA) osztott ki 1997 és 2005 között az év európai filmjeiben legjobbnak ítélt színészi alakításért. A díjátadóra felváltva került sor Berlinben, illetve egy-egy európai városban megrendezett év végi gála keretében.
2000-ig a díjazásra a közönség bármely európai alkotás színészét jelölhette, azonban a szerteágazó, elaprózott szavazatok miatt az EFA vezetése úgy döntött, hogy 2001-től az Európai Filmakadémia és az EFA Productions gGmbH közösen választja ki a jelölteket. A filmeket egy kéthónapos vetítéssorozat keretében mutatták be az egyes országokban, majd a kampány végén a legtöbb szavazatot kapott színészt díjazták.
2003 és 2005 között a főtámogató neve után a díj elnevezése Jameson közönségdíj – legjobb színész (The Jameson People’s Choice Awards – Best Actor) volt.

## Díjazottak és jelöltek
| „Díjazott” – szürkéskék háttérrel   |
| „Jelölt” – világos szürke háttérrel |

### 1990-es évek
| Év               | Nyertesek és jelöltek | Magyar címe       | Eredeti címe |
| ---------------- | --------------------- | ----------------- | ------------ |
| 1997             |                       |                   |              |
| Javier Bardem    |                       |                   |              |
| 1998             |                       |                   |              |
| Antonio Banderas | Zorro álarca          | The Mask of Zorro |              |
| 1999             |                       |                   |              |
| Sean Connery     | Briliáns csapda       | Entrapment        |              |

### 2000-es évek
| Év                       | Nyertesek és jelöltek                   | Magyar címe                                  | Eredeti címe |
| ------------------------ | --------------------------------------- | -------------------------------------------- | ------------ |
| 2000                     |                                         |                                              |              |
| Ingvar Eggert Sigurðsson | A világegyetem angyalai                 | Englar alheimsins                            |              |
| 2001                     |                                         |                                              |              |
| Colin Firth              | Bridget Jones naplója                   | Bridget Jones's Diary                        |              |
| Stefano Accorsi          | Tudatlan tündérek                       | Le fate ignoranti                            |              |
| Moritz Bleibtreu         | A kísérlet                              | Das experiment                               |              |
| Vincent Cassel           | Bíbor folyók                            | Les rivières pourpres                        |              |
| Benno Fürmann            | A harcos és a hercegnő                  | Der Krieger und die Kaiserin                 |              |
| Hugh Grant               | Bridget Jones naplója                   | Bridget Jones's Diary                        |              |
| Mathieu Kassovitz        | Amélie csodálatos élete                 | Le fabuleux destin d'Amélie Poulain          |              |
| Jude Law                 | Ellenség a kapuknál                     | Enemy at the Gates                           |              |
| Benoît Magimel           | A zongoratanárnő                        | La pianiste                                  |              |
| Nanni Moretti            | A fiú szobája                           | La stanza del figlio                         |              |
| Jean Reno                | Bíbor folyók                            | Les rivières pourpres                        |              |
| Mark Rylance             | Intimitás                               | Intimacy                                     |              |
| Santiago Segura          | Torrente 2. – A Marbella-küldetés       | Torrente 2: Misión en Marbella               |              |
| Ondřej Vetchý            | Sötétkék égbolt                         | Tmavomodrý svět                              |              |
| Ray Winstone             | Szexi dög                               | Sexy Beast                                   |              |
| 2002                     |                                         |                                              |              |
| Javier Cámara            | Beszélj hozzá                           | Hable con ella                               |              |
| Hugh Bonneville          | Iris – Egy csodálatos női elme          | Iris                                         |              |
| Jim Broadbent            | Iris – Egy csodálatos női elme          | Iris                                         |              |
| Adrien Brody             | A zongorista                            | The Pianist)                                 |              |
| Luigi Lo Cascio          | A szerelmes taxisofőr                   | Luce dei miei occhi                          |              |
| Vincent Cassel           | A számat figyeld                        | Sur mes lèvres                               |              |
| Sergio Castellitto       | Anyám mosolya                           | L'ora di religione (Il sorriso di mia madre) |              |
| Alain Chabat             | Asterix és Obelix: A Kleopátra-küldetés | Astérix et Obélix : Mission Cléopâtre        |              |
| Martin Compston          | Édes kamaszkor                          | Sweet Sixteen                                |              |
| Ralph Fiennes            | Pók                                     | Spider                                       |              |
| Olivier Gourmet          | A fiú                                   | Le fils                                      |              |
| Ulrich Tukur             | Ámen                                    | Amen                                         |              |
| 2003                     |                                         |                                              |              |
| Daniel Brühl             | Good bye, Lenin!                        | Good Bye Lenin!                              |              |
| Rowan Atkinson           | Johnny English                          | Johnny English                               |              |
| Javier Bardem            | Napfényes hétfők                        | Los lunes al sol                             |              |
| Jan Decleir              | Hop                                     | Hop                                          |              |
| Johnny Hallyday          | A férfi a vonatról                      | L'homme du train                             |              |
| Tómas Lemarquis          | Nói albinói                             | Nói albinói                                  |              |
| Sergi López              | Gyönyörű mocsokságok                    | Dirty Pretty Things                          |              |
| Vincent Pérez            | Tulipános Fanfan                        | Fanfan la Tulipe                             |              |
| Jean Rochefort           | A férfi a vonatról                      | L'homme du train                             |              |
| Jamie Sives              | Wilbur öngyilkos akar lenni             | Wilbur Wants to Kill Himself                 |              |
| 2004                     |                                         |                                              |              |
| Daniel Brühl             | Szabad szerelem                         | Was nützt die Liebe in Gedanken              |              |
| Sergio Castellitto       | Ne menj el!                             | Non ti muovere                               |              |
| Daniel Craig             | Anya és a szerelem                      | The Mother                                   |              |
| Colin Farrell            | Kényszerszünet                          | Intermission                                 |              |
| Colin Firth              | Leány gyöngy fülbevalóval               | Girl with a Pearl Earring                    |              |
| Hugh Grant               | Igazából szerelem                       | Love Actually                                |              |
| Thomas Kretschmann       | Halhatatlanok                           | Immortel (Ad vitam)                          |              |
| Fele Martínez            | Rossz nevelés                           | La mala educación                            |              |
| Ingvar Eggert Sigurðsson | Hideg fény                              | Kaldaljós                                    |              |
| Birol Ünel               | Fallal szemben                          | Gegen die Wand                               |              |
| 2005                     |                                         |                                              |              |
| Orlando Bloom            | Mennyei királyság                       | Kingdom Of Heaven                            |              |
| Christian Bale           | A gépész                                | The Machinist                                |              |
| Jean-Marc Barr           | Tengeri herkentyűk                      | Crustacés & coquillages                      |              |
| Daniel Craig             | Kitartó szerelem Torta                  | Enduring Love Layer Cake                     |              |
| Marian Dziedziel         | Mai menyegző                            | Wesele                                       |              |
| Henry Hübchen            | Zucker a nyerő!                         | Alles auf Zucker!                            |              |
| Toni Servillo            | A szerelem következményei               | Le conseguenze dell'amore                    |              |
| Ulrich Thomsen           | Testvéred feleségét...                  | Brødre                                       |              |
| Srđan Todorović          | Szürke, Mercivel                        | Sivi kamion crvene boje                      |              |
| Luis Tosar               | La vida que te espera                   | La vida que te espera                        |              |